# کیوتو شوگو
کیوتوشوگو (به ژاپنی: 京都守護 きょうとしゅご) یک پست اداری در شوگون‌سالاری کاماکورا بود. در ابتدا، هوجو توکیماسا به رهبری نگهبانان در کیوتو، تأمین امنیت و محاکمه در کیوتو، و به عنوان رابط بین دربار امپراتوری و شوگون‌سالاری کاماکورا منصوب شد، اما پس از شورش جوکیو، روکوهارا تاندای تأسیس شد. در نتیجه این پست اداری ناپدید شد.